# Mads Timm
Mads Timm (Odense, 31 ottobre 1984) è un ex calciatore danese, di ruolo attaccante.
Si è ritirato il 16 agosto 2009, a poco meno di 25 anni, per via degli infortuni e della mancanza di motivazioni.